# 18 декември
18 декември е 352-рият ден в годината според григорианския календар (353-ти през високосна). Остават 13 дни до края на годината.

## Събития
- 218 пр.н.е. – Втора пуническа война: Картагенският военачалник Ханибал разбива римляните в битка при Требия.
- 1398 г. – Тюркският предводител Тамерлан покорява Делхи.
- 1408 г. – Основан е град Чачак, Сърбия.
- 1642 г. – Експедицията на Абел Тасман акостира в Нова Зеландия.

- 1787 г. – Ню Джърси става 3-тия щат на САЩ.
- 1860 г. – В Цариград се подписва акт за възстановяване на българската автономна църква под върховенството на папата.
- 1865 г. – Приета 13-а поправка в Конституцията на САЩ.
- 1890 г. – В Лондон е открита първата електрифицирана линия на метрото.
- 1916 г. – Първата световна война: Завършва най-кървавото сражение в историята на войната – битката при Вердюн, взела 950 000 жертви.
- 1940 г. – Втората световна война: Хитлер одобрява плановете за Операция Барбароса – внезапно нападение над СССР.
- 1956 г. – Япония е приета за член на ООН.
- 1961 г. – Армията на Индонезия извършва нашествие в Нидерландска Нова Гвинея.
- 1966 г. – Астрономът Ричард Уокър открива Епиметей – естествен спътник на Сатурн.
- 1969 г. – Във Великобритания е отменено изпълнението на смъртно наказание.
- 1973 г. – Съветска космическа програма Союз: От космодрума в Байконур е изстрелян космическия кораб Союз 13.

## Родени
- 1392 г. – Йоан VIII Палеолог, Император на Византийската империя († 1448 г.)
- 1661 г. – Кристофер Полхем, шведски учен и изобретател († 1751 г.)
- 1850 г. – Джеймс Баучер, ирландски журналист († 1920 г.)
- 1856 г. – Джоузеф Джон Томсън, британски физик, Нобелов лауреат за 1906 г. († 1940 г.)
- 1859 г. – Стефан Тошев, български военен деец († 1924 г.)
- 1860 г. – Едуард Макдауъл, американски композитор († 1908 г.)
- 1863 г. – Франц Фердинанд, австрийски ерцхерцог, убит при атентата в Сараево († 1914 г.)
- 1864 г. – Сава Савов, български офицер († 1940 г.)
- 1879 г. – Йосиф Сталин, ръководител на СССР († 1953 г.)
- 1879 г. – Паул Клее, швейцарски художник († 1940 г.)
- 1902 г. – Владимир Христов, български геодезист и астроном († 1979 г.)
- 1904 г. – Руска Маринова, българска художничка († 1988 г.)
- 1904 г. – Джордж Стивънс, американски филмов режисьор († 1975 г.)
- 1911 г. – Цвятко Анев, български генерал († 2002 г.)
- 1911 г. – Жул Дасен, американски режисьор († 2008 г.)
- 1913 г. – Алфред Бестър, американски писател († 1987 г.)
- 1913 г. – Вили Бранд, канцлер на Германия и Нобелов лауреат за 1971 г. († 1992 г.)
- 1921 г. – Юрий Никулин, съветски актьор († 1997 г.)
- 1927 г. – Джаклин Брискин, американска писателка († 2014 г.)
- 1931 г. – Гюнел Линдблум, шведска актриса († 2021 г.)
- 1939 г. – Майкъл Муркок, британски писател
- 1941 г. – Джак Холдеман, американски писател († 2002 г.)
- 1942 г. – Катя Беренс, немска писателка († 2021 г.)
- 1943 г. – Кийт Ричардс, английски рок музикант
- 1947 г. – Стивън Спилбърг, американски режисьор
- 1948 г. – Светослав Гаврийски, български икономист и политик
- 1953 г. – Петър Кънев, български политик и инженер
- 1954 г. – Улрих Рот, немски китарист и композитор
- 1954 г. – Рей Лиота, американски киноактьор († 2022 г.)
- 1956 г. – Томас Циглер, немски писател († 2004 г.)
- 1963 г. – Брад Пит, американски киноактьор
- 1965 г. – Нидал Алгафари, български режисьор
- 1968 г. – Алехандро Санс, испански певец
- 1970 г. – Брайди Картър, австралийска актриса
- 1970 г. – Роб Ван Дам, американски кечист
- 1971 г. – Аранча Санчес-Викарио, испанска тенисистка
- 1975 г. – Сия, австралийска певица, текстописец, продуцент и режисьор на клипове
- 1975 г. – Триш Стратъс, канадска кечистка
- 1978 г. – Кейти Холмс, американска актриса
- 1980 г. – Кристина Агилера, американска певица
- 1987 г. – Снеха Улал, индийска актриса
- 1998 г. – Алехандро Фелипе Флорес, мексикански актьор
- 1998 г. – Балена Ланджева, българска актриса
- 2001 г. – Били Айлиш, американска певица

## Починали
- 634 г. – Модест, християнски светец (* 537 г.)
- 1290 г. – Магнус I, крал на Швеция (* 1240 г.)
- 1597 г. – Барбара Бломберг, римска благородничка (* 1527 г.)
- 1737 г. – Антонио Страдивариус, италиански майстор на цигулки (* 1644 г.)
- 1771 г. – Филип Милър, шотландски ботаник (* 1691 г.)
- 1803 г. – Йохан Готфрид фон Хердер, германски писател (* 1744 г.)
- 1829 г. – Жан-Батист Ламарк, френски геолог (* 1744 г.)
- 1848 г. – Бернард Болцано, чешки математик (* 1781 г.)
- 1892 г. – Ричард Оуен, английски анатом (* 1804 г.)
- 1932 г. – Едуард Бернщайн, немски общественик (* 1850 г.)
- 1936 г. – Андрия Мохоровичич, хърватски учен (* 1857 г.)
- 1937 г. – Иван Андонов, български революционер (* 1854 г.)
- 1953 г. – Робърт Миликан, американски физик, Нобелов лауреат през 1923 г. (* 1868 г.)
- 1971 г. – Александър Твардовски, съветски поет (* 1910 г.)
- 1980 г. – Алексей Косигин, министър-председател на СССР (* 1904 г.)
- 1982 г. – Ханс Улрих Рудел, германски пилот (* 1916 г.)
- 1987 г. – Кони Планк, немски продуцент (* 1940 г.)
- 1993 г. – Стив Джеймс, американски актьор (* 1952 г.)
- 1995 г. – Конрад Цузе, германски компютърен пионер (* 1910 г.)
- 1995 г. – Рос Томас, американски писател (* 1926 г.)
- 1997 г. – Крис Фарли, американски актьор (* 1964 г.)
- 1998 г. – Макс Верли, швейцарски литературовед (* 1909 г.)
- 2001 г. – Жилбер Беко, френски певец (* 1927 г.)
- 2006 г. – Джоузеф Барбера, американски аниматор (* 1911 г.)
- 2008 г. – Джон Кастело, американски актьор (* 1961 г.)
- 2008 г. – Мейджъл Барет, американска актриса (* 1932 г.)
- 2011 г. – Вацлав Хавел, чешки политик (* 1936 г.)
- 2012 г. – Георги Калоянчев, български актьор (* 1925 г.)
- 2014 г. – Вирна Лизи, италианска актриса (* 1936 г.)
- 2021 г. – Енцо Гузман, малтийски певец и композитор (* 1947 г.)

## Празници
- ООН – Международен ден на мигранта
- Нигер – Ден на републиката (годишнина от обявяването през 1958 г., национален празник)